# Estana – Coll de la Canal del Cristall

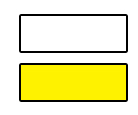
Marca de Sender de Petit Recorregut

El PR-C 121 és un sender de petit recorregut que surt d'Estana i arriba al Coll de la Canal del Cristall. Aquest sender enllaça la població d'Estana, a la Cerdanya, amb la carena de la serra del Cadí passant per Prat de Cadí. Enllaça amb el   GR-150  a la població d'Estana i a coll de Pallers amb el   GR-150-1  prop del pic de les Tres Canaletes.

## Descripció de l'itinerari[3]
| Temps Totals | Distàncies Totals | Punt itinerari                                 |
| ------------ | ----------------- | ---------------------------------------------- |
| 0:00 h       | 0,000 km          | Estana. Enllaç GR-150                          |
| 0:11 h       | 0,800 km          | Coll de Pallers. Enllaç GR-150                 |
| 0:22 h       | 1,550 km          | Serra de Mataplana                             |
| 0:55 h       | 3,550 km          | Coll Roig.                                     |
| 1:10 h       | 4,550 km          | Prat de Cadí.                                  |
| 3:10 h       | 6,100 km          | Coll de la Canal del Cristall. Enllaç GR-150-1 |